# V636 Scorpii
V636 Scorpii eller HD 156979 är en trippelstjärna i den södra delen av stjärnbilden Skorpionen. Den har en högsta skenbar magnitud av ca 6,40 och kräver åtminstone en kraftig handkikare för att kunna observeras. Baserat på parallaxmätning inom Hipparcosuppdraget på ca 1,15 mas, beräknas den befinna sig på ett avstånd på ca 3 000 ljusår 900 parsek) från solen. Den rör sig bort från solen med en heliocentrisk radialhastighet på ca 9 km/s.

## Egenskaper
Primärstjärnan V636 Scorpii A är en gul till vit superjätte eller  ljusstark jättestjärna av spektralklass F7/8 Ib/II Den har en massa som är ca 5,6 solmassor, en radie på ca 50 solradier och utsänder från dess fotosfär energi motsvarande ca 2 500 gånger solen vid en effektiv temperatur av ca 5 000 K. Följeslagaren V636 Scorpii B är en blå till vit stjärna i huvudserien av spektralklass B9.5 V med en massa som är ca 2,4 solmassor, men dynamiken i systemet tyder på att den i sig själv kan vara en dubbelstjärna i en snäv omloppsbana. Den kretsar kring primärstjärnan i en bana med en halv storaxel på 6,7, en excentricitet av 0,26 och en omloppsperiod av 3,6 år.

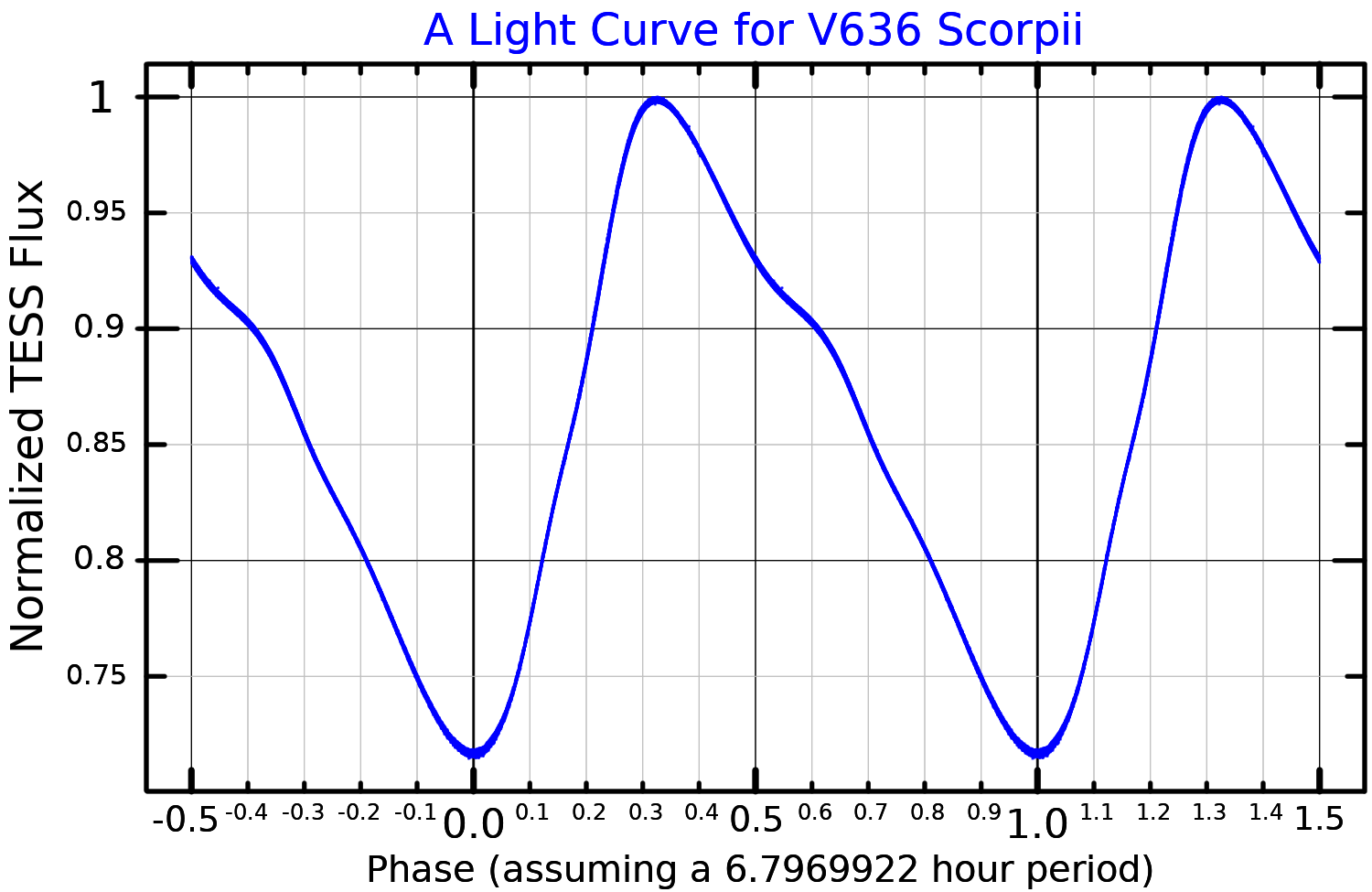
Ljuskurva i för V636 Scorpii, anpassad från NASA:s TESS-data

V636 Scorpii är en spektroskopisk dubbelstjärna där primärstjärnan är en klassisk cepheid som varierar i skenbar magnitud från 6,40 till 6,92 med en period av 6,79671 dygn.